# Junkie XL
Tom Holkenborg, mer känd som Junkie XL, född 8 november 1967 i Lichtenvoorde, är en nederländsk filmmusikkompositör, multiinstrumentalist, DJ, producent och ljudtekniker. Han är främst känd för sitt samarbete med Hans Zimmer. Tillsammans har de komponerat filmerna The Amazing Spider-Man 2 och Batman v Superman: Dawn of Justice. Han är även känd för sin remix på låten "A Little Less Conversation" av Elvis Presley, som blev en världssuccé år 2002.